# 41 d'Aquari
41 d'Aquari (41 Aquarii) és una estrella de la Constel·lació d'Aquari. La seva magnitud aparent és 5,33. Segons la Base de dades SIMBAD, aquesta estrella pertany a un sistema doble.